# Акантопері
Акантопері (Acanthopterygii) — надряд риб в класі променеперих. До акантоперих відносять 16 родів риб.

## Ряди
- Ряд Атериноподібні (Atheriniformes)
- Ряд Сарганоподібні (Beloniformes)
- Ряд Китовидкоподібні (Cetomimiformes)
- Ряд Коропозубоподібні (Cyprinodontiformes)
- Ряд Стефанобериксоподібні (Stephanoberyciformes)
- Ряд Беріксоподібні (Beryciformes)
- Ряд Зевсоподібні (Zeiformes)
- Ряд Присоскоподібні (Gobiesociformes)
- Ряд Колючкоподібні (Gasterosteiformes)
- Ряд Іглицеподібні (Syngnathiformes)
- Ряд Злитнозяброподібні (Synbranchiformes)
- Ряд Скелезубоподібні (Tetraodontiformes)
- Ряд Камбалоподібні (Pleuronectiformes)
- Ряд Скорпеноподібні (Scorpaeniformes)
- Ряд Окунеподібні (Perciformes) — 40 % всіх риб надряду